# Mark Stevens
Mark Stevens (Stoke-on-Trent, 25 de marzo de 1975) es un deportista británico que compitió en natación.
Ganó una medalla de bronce en el Campeonato Mundial de Natación en Piscina Corta de 1997, en la prueba de 4 × 200 m libre. Participó en dos Juegos Olímpicos de Verano, entre los años 1996 y 2000, ocupando el quinto lugar en Atlanta 1996, en el relevo 4 × 200 m libre.

## Palmarés internacional
| Campeonato Mundial en Piscina Corta | Campeonato Mundial en Piscina Corta | Campeonato Mundial en Piscina Corta | Campeonato Mundial en Piscina Corta |
| Año                                 | Lugar                               | Medalla                             | Prueba                              |
| ----------------------------------- | ----------------------------------- | ----------------------------------- | ----------------------------------- |
| 1997                                | Gotemburgo (Suecia)                 | Medalla de bronce                   | 4 × 200 m libre                     |